# Roman Wojtusiak

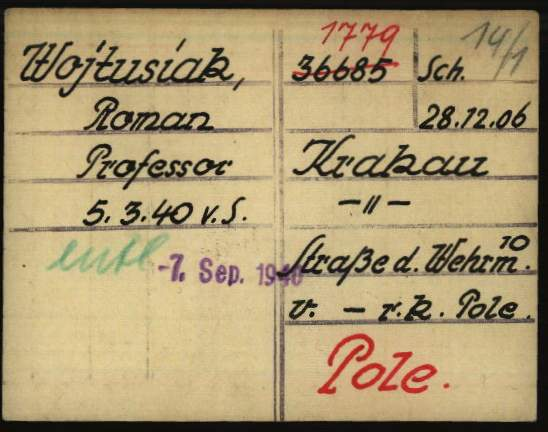
Karta rejestracyjna Romana Wojtusiaka jako więźnia nazistowskiego obozu koncentracyjnego Dachau

Roman Józef Wojtusiak (ur. 28 grudnia 1906 w Krakowie, zm. 5 grudnia 1987 tamże) – polski zoolog i profesor Uniwersytetu Jagiellońskiego, specjalista w zakresie ekologii sensorycznej i psychologii behawioralnej zwierząt. Autor prac naukowych dotyczących orientacji przestrzennej owadów, nietoperzy i ptaków, prekursor badań zoopsychologicznych, inicjator polskich badań biologii morza.

## Życiorys
Urodził się w rodzinie Romana, urzędnika kolejowego, i Karoliny z domu Najbor. W 1925 zdał w Krakowie maturę. W latach 1925–1929 studiował na Wydziale Filozoficznym Uniwersytetu Jagiellońskiego w zakresie zoologii i geografii. Od 1926 był asystentem, a następnie starszym asystentem prof. Tadeusza Garbowskiego. W 1928 otrzymał stypendium i prowadził badania w Morskiej Stacji Biologicznej w Roscoff we Francji, w 1929 uczestniczył w Morskim Kursie Naukowym Biologicznym w Wielkiej Wsi. Również w 1929 złożył egzamin ze Studium Pedagogicznego, a w 1933 na nauczyciela szkół średnich, po którym odbył staż nauczycielski w Gimnazjum św. Anny w Krakowie. W 1930 zwiedził Instytut Oceanograficzny w Splicie, następnie uzyskał doktorat z zoologii. W 1932 będąc stypendystą Funduszu Kultury Narodowej odbył roczne studia naukowe na uniwersytecie w Getyndze u prof. Alfreda Kühna, w Wiedniu u Hansa Leo Przibrama oraz w Monachium u Karla von Frischa. W 1933 zaprojektował plan badań orientacji ptaków, który prowadził w późniejszych latach. W 1935 został mianowany najmłodszym na UJ docentem na podstawie pracy habilitacyjnej. Przebywał w Stacji Morskiej w Helgolandzie i w Warnie, od 1936 był adiunktem oraz kierował zakładem Psychogenetyki.
W 1939 został aresztowany przez hitlerowców w ramach Sonderaktion Krakau i wywieziony do Wrocławia, a następnie do obozów koncentracyjnych w Dachau i Sachsenhausen. Jego żona Halina (z domu Franckiewicz) napisała do Karla von Frischa i Alfreda Kühna list z prośbą o interwencję. Podczas pobytu Kühna w Getyndze, Roman Wojtusiak spotkał swojego studenta Waltera Greite, który później został oficerem SS w Ahnenerbe. Greite pomógł uwolnić Wojtusiaka, co miało miejsce 8 września 1940 r., a nastąpiło dzięki wstawiennictwu Karla von Frischa. Po powrocie do Krakowa od 1941 pracował jako kustosz Muzeum Przyrodniczego w Krakowie. Uczestniczył w tajnym nauczaniu, od 1943 do 1945 wykładał na tajnych kompletach akademickich zoologię ogólną i systematyczną oraz zoogeografię, ratował zbiory naukowe i biblioteczne.
Po zakończeniu działań wojennych w styczniu 1945 powrócił na stanowisko adiunkta, od 1946 ponownie został docentem i mianowany kierownikiem Zakładu Psychogenetycznego. W tym samym roku odbył 3-tygodniową podróż naukową z ramienia British Council po Wielkiej Brytanii, odwiedził zakłady naukowe w Londynie, Cambridge, Oksfordzie, Tring oraz Stację Morską w Plymouth. Jako delegat władz polskich i reprezentant Polskiej Akademii Umiejętności w Krakowie przejął zbiory Muzeum Wojska Polskiego II Armii z Bliskiego Wschodu. W 1948 został mianowany tytularnym profesorem zoologii UJ, w 1954 profesorem nadzwyczajnym, w tym czasie zakład przemianowano na Katedrę Zoopsychologii i Etologii Zwierząt. W 1952 przebywał jako delegat Ministerstwa Szkolnictwa Wyższego w Albanii, a następnie z ramienia PAU w Bułgarii. W 1958 jako stypendysta Fundacji Rockefellera odbył podróż naukową po Stanach Zjednoczonych. W 1960 Roman Wojtusiak został profesorem zwyczajnym, w 1975 katedrę, którą kierował, ponownie przemianowano na Zakład Zoopsychologii i Etologii Zwierząt. W 1976 przeszedł na emeryturę, w 1981 odbyła się uroczystość odnowienia doktoratu w 50-lecia jego uzyskania.
Był żonaty Haliną z domu Franckiewicz (1910–1991), miał troje dzieci: Janusza, Danutę i Andrzeja.  
Zmarł w Krakowie, pochowany na cmentarzu Rakowickim (kwatera LXII-zach-8).

## Praca naukowa
Wkład w naukę zoologii Romana Wojtusiaka był zróżnicowany i obejmował studia z zakresu oceanografii, ochrony środowiska, etologii i entomologii. Opracował konstrukcję hełmu do nurkowania, który miał mu pomóc w badaniach organizmów podwodnych żyjących w Zatoce Gdańskiej. Należał do grupy założycieli Tatrzańskiego Parku Narodowego. Był promotorem wielu prac naukowych, publikował książki i ok. 120 artykułów i komunikatów oraz 250 artykułów popularnonaukowych w czasopismach. Jego imieniem nazwano rodzaj Romanaria oraz podgatunek ćmy Zygaena filipendulae wojtusiaki. 

## Członkostwo
- wiceprzewodniczący Komisji Profilaktyki Zdrowia Psychicznego PAN,
- przewodniczy Sekcji Biometeorologicznej PAU,
- Rada naukowa Morskiego Instytutu Rybackiego w Gdyni,
- Rada Naukowa Zakładu Zoologii Systematycznej i Doświadczalnej PAN w Krakowie,
- Rada Naukowa Instytutu Biologii Doświadczalne im. M. Nenckiego PAN w Warszawie,
- Rada Naukowa Miejskiego Ogrodu Zoologicznego w Krakowie,
- Rada Naukowa Komisji Ochrony Zwierząt Państwowej Rady Ochrony Zwierząt,
- Rada Naukowa Pienińskiego Parku Narodowego i Tatrzańskiego Parku Narodowego,
- wiceprzewodniczący Komitetu Wojewódzkiego Ochrony Przyrody w Krakowie,
- członek Komisji Biologicznej PAN w Krakowie,
- członek Komisji Słownika Biologicznego PAN,
- członek Komisji Zastępczości Narządów Zmysłowych PAN,
- członek Sekcji Polskiej Międzynarodowej Unii Biologicznej,
- członek New York Academy of Science,
- członek prezydium komitetu Obchodów 1000-lecia Państwa Polskiego,
- członek prezydium Komitetu Jubileuszu 600-lecia UJ;
- członek Polskiego Towarzystwa Zoologicznego,
- członek Polskiego Towarzystwa Entomologicznego,
- członek Polskiego Towarzystwa Przyrodników im. Kopernika.

## Ordery i odznaczenia
- Krzyż Kawalerski Orderu Odrodzenia Polski
- Złoty Krzyż Zasługi
- Krzyż Oświęcimski (pośmiertnie)
- Medal 10-lecia Polski Ludowej (15 stycznia 1955)[8]
- Medal Komisji Edukacji Narodowej
- Odznaka tytułu honorowego „Zasłużony Nauczyciel PRL”
- Odznaka honorowa „Zasłużony Pracownik Morza”